# هیپوترمی
هیپوترمی (به انگلیسی: Hypothermia) به عنوان دمای مرکزی بدن کمتر از ۳۵٫۰ درجه سلسیوس (۹۵٫۰ درجه فارنهایت) در انسان‌ها تعریف می‌شود. علائم بستگی به دما دارد. در هیپوترمی خفیف، لرزیدن و سردرگمی فکری وجود دارد. در هیپوترمی متوسط، لرزش متوقف می‌شود و سردرگمی افزایش می‌یابد. در هیپوترمی شدید، ممکن است توهمات و حالت پارادوکسیکال لخت شدن اتفاق بیفتد، که در آن فرد لباس‌های خود را در می‌آورد، همچنین خطر ایست قلبی افزایش می‌یابد.
هیپوترمی دارای دو نوع اصلی علت است. این عارضه به طور کلاسیک ناشی از قرار گرفتن در معرض هوای سرد و غوطه‌وری در آب سرد رخ می‌دهد. همچنین ممکن است به هر شرایطی که تولید گرما را کاهش یا از دست رفتن گرما را افزایش دهد، ایجاد شود. به طور رایج، این شامل مسمومیت با الکل است، اما ممکن است شامل قند خون پایین، بی‌اشتهایی و سن بالا نیز باشد. دمای بدن معمولاً در سطح ثابتی بین ۳۶٫۵–۳۷٫۵ درجه سلسیوس (۹۷٫۷–۹۹٫۵ درجه فارنهایت) از طریق تنظیم دمایی حفظ می‌شود. تلاش‌ها برای افزایش دمای بدن شامل لرزیدن، افزایش فعالیت داوطلبانه و پوشیدن لباس‌های گرم‌تر است. هیپوترمی ممکن است بر اساس علائم یک فرد در حضور عوامل خطر یا با اندازه‌گیری دمای مرکزی بدن فرد تشخیص داده شود.
درمان هیپوترمی خفیف شامل نوشیدنی‌های گرم، لباس‌های گرم و فعالیت بدنی داوطلبانه است. در افرادی که دچار هیپوترمی متوسط هستند، استفاده از پتوی گرم و تزریق وریدی گرم توصیه می‌شود. افراد با هیپوترمی متوسط یا شدید باید به آرامی جابه‌جا شوند. در هیپوترمی شدید، استفاده از اکسیژناسیون غشایی برون‌پیکری یا بای‌پس قلبی ریوی ممکن است مفید باشد. برای افرادی که نبض ندارند، احیای قلبی‌ریوی (سی‌پی‌آر) به همراه اقدامات فوق ضروری است. معمولاً گرمایش بدن تا زمانی ادامه می‌یابد که دمای بدن فرد بیشتر از ۳۲ درجه سلسیوس (۹۰ درجه فارنهایت) باشد. اگر در این مرحله هیچ بهبودی حاصل نشود یا سطح پتاسیم خون در هر زمان بیشتر از ۱۲ میلی‌مول بر لیتر باشد، ممکن است احیا متوقف شود.
هیپوترمی سالانه باعث حداقل ۱۵۰۰ مرگ در ایالات متحده می‌شود. این بیماری در افراد مسن‌تر و مردان شایع‌تر است. یکی از پایین‌ترین دماهای ثبت‌شده بدنی که فردی با هیپوترمی تصادفی از آن جان سالم به در برده، ۱۲٫۷ درجه سلسیوس (۵۴٫۹ درجه فارنهایت) در یک پسر ۲ ساله از لهستان به نام آدام بوده است. بقا پس از بیشتر از شش ساعت سی‌پی‌آر نیز گزارش شده است. در افرادی که از بای‌پس استفاده می‌شود، نرخ بقا حدود ۵۰٪ است. مرگ‌ومیر ناشی از هیپوترمی نقش مهمی در بسیاری از جنگ‌ها ایفا کرده است.

## طبقه‌بندی
| سامانه سوئیسی | نشانه‌ها             | بر اساس درجه | دما                                         |
| ------------- | ------------------- | ------------ | ------------------------------------------- |
| مرحله ۱       | بیدار و لرزان       | خفیف         | ۳۲–۳۵ درجه سلسیوس (۸۹٫۶–۹۵٫۰ درجه فارنهایت) |
| مرحله ۲       | خواب‌آلود و بدون لرز | متوسط        | ۲۸–۳۲ درجه سلسیوس (۸۲٫۴–۸۹٫۶ درجه فارنهایت) |
| مرحله ۳       | ناهشیار، بدون لرز   | شدید         | ۲۰–۲۸ درجه سلسیوس (۶۸٫۰–۸۲٫۴ درجه فارنهایت) |
| مرحله ۴       | بدون علائم حیاتی    | عمیق         | <۲۰ درجه سلسیوس (۶۸٫۰ درجه فارنهایت)        |

هیپوترمی معمولاً به عنوان هر دمای بدنی زیر ۳۵٫۰ درجه سلسیوس (۹۵٫۰ درجه فارنهایت) تعریف می‌شود. با این روش، هیپوترمی بر اساس دمای مرکزی بدن به درجاتی از شدت تقسیم می‌شود.
یک سامانه طبقه‌بندی دیگر، سامانه مرحله‌بندی سوئیسی، هیپوترمی را بر اساس علائم بالینی آن تقسیم‌بندی می‌کند که در مواقعی که تعیین دمای مرکزی بدن ممکن نیست، ترجیح داده می‌شود.
دیگر آسیب‌های مربوط به سرما که می‌توانند به‌تنهایی یا همراه با هیپوترمی وجود داشته باشند شامل موارد زیر هستند:
- سرماسوزک: وضعیتی است که ناشی از قرار گرفتن مکرر پوست در دماهای کمی بالاتر از نقطه انجماد است. سرما باعث آسیب به رگ‌های خونی کوچک در پوست می‌شود. این آسیب دائمی است و قرمزی و خارش با قرار گرفتن مجدد در معرض سرما بازمی‌گردد. قرمزی و خارش معمولاً در گونه‌ها، گوش‌ها، انگشتان دست و پا رخ می‌دهد.[۲۷]
- یخ‌زدگی: انجماد و تخریب بافت[۲۸] که در دماهای زیر نقطه انجماد آب اتفاق می‌افتد.
- پای سنگرمانده یا پای غوطه‌وری: وضعیتی ناشی از قرار گرفتن مکرر در معرض آب در دماهای غیرانجمادی.[۲۹]

دمای طبیعی بدن انسان معمولاً بین ۳۶٫۵–۳۷٫۵ درجه سلسیوس (۹۹٫۷–۹۹٫۵ درجه فارنهایت) بیان می‌شود. هیپوترمی و تب به‌عنوان دماهایی بیش از ۳۷٫۵–۳۸٫۳ درجه سلسیوس (۹۹٫۵ تا ۱۰۰٫۹ درجه فارنهایت) تعریف می‌شوند.

## تفاوت هیپوترمی و سرمازدگی
سرمازدگی مربوط به آسیب در سطح پوست و انتشار آن به بافت های زیرین است و در این حین دمای مرکزی بدن طبیعی می‌باشد، اما هیپوترمی زمانی رخ می‌دهد که دمای مرکزی بدن به زیر ۳۵ درجه سلسیوس کاهش یابد.

## طبقه بندی بالینی
از منظر پزشکی سرمازدگی (COLD INJURIES) به سه دسته کلی تقسیم می‌شود با این توضیح که دو مورد اول مربوط به سطح پوست و مورد سوم (هیپوترمی) در رابطه با دمای مرکزی بدن است:
- سرمازدگی غیر انجمادی (NONFREEZING) پوست: در دمای بالای صفر و محیط زندگی افراد روی می‌دهد و شامل چهار حالت بالینی زیر است:

۱- پای سنگر (Trench Foot یا Immersion Foot): وجود رطوبت در کنار سرما الزامی است. بیماران فقط علامت عصبی شامل گزگز و بی حسی دست و پا دارند. درمان شامل گرم کردن اندام و داروهای وازودیلاتور و پروستاگلندین های خوراکی است.
۲- پرنیو (Chilblain یا Pernio): در سرمای خشک بالای صفر درجه رخ می‌دهد. در بچه ها و خانم ها بخصوص در زمینه بیماری لوپوس و سندرم رینود شایع تر است. در کنار علامت های عصبی (بی حسی و گزگز)، علائم پوستی (پلاک ها و ندول های قرمز رنگ) نیز در اندام درگیر وجود دارد. درمان علاوه بر گرم کردن شامل تریامسینولون موضعی، نیفیدیپین و پنتوکسی فیلین و پروستاگلندین هاست.
۳- پانیکولیت (Panniculitis): در هوای سرد و خشک به شکل قرمزی روی پوست صورت کودکان مسافر از مکان های گرمسیر و قسمت داخل ران کودکان و سوارکاران دیده می‌شود. چون علت التهاب و نکروز چربی زیر پوستی است تنها درمان در موارد شدید جراحی پلاستیک پوست ناحیه آسیب دیده است.
۴- کهیر سرمایی (Cold Urticaria): به دنبال تماس پوست با سرما یک ضایعه پوستی (بصورت پچ یا پلاک) خارش دار ایجاد می‌شود. درمان موارد خفیف با آنتی هیستامین ها و مونته لوکاست است. دهان باید از نظر تورم حلق و یوولا معاینه شود و در صورت وجود تورم تجویز اپی نفرین لازم است لذا بیماران باید برای درمان مواجهات احتمالی در آینده سرنگ آماده Epipen به همراه داشته باشند.
- سرمازدگی انجمادی پوست (Frost Bite): صرفا در مناطق کوهستانی و دمای زیر صفر رخ می‌دهد. چهار درجه دارد که افتراق درجه ۲ با تاول فاقد خون ریزی و درجه ۳ با رویت تاول های هموراژیک است. در درجه ۴ بافت زیرجلدی، غضروف ها، لیگامان ها و عضلات درگیر شده اند.

۱- درمان پیش بیمارستانی نوع انجمادی: شامل ممانعت از یخ زدن مجدد، مسکن خوراکی، بی حرکتی و عدم مالش اندام است. پماد موضعی نباید استفاده شود.
۲- درمان بیمارستانی نوع انجمادی: اندام با غوطه ور کردن در آب ۳۷ تا ۳۹ درجه به مدت ۳۰ دقیقه به سرعت گرم شود. صورت با کرم موضعی آلوئه ورا که در آب گرم شده است پوشانده شود. درد با مسکن تزریقی کنترل شود. واکسن کزاز در صورت نیاز تزریق گردد.
- هیپوترمی: هر زمان دمای مرکزی بدن به کمتر ۳۵ درجه سانتی‌گراد برسد. این از دست رفتن حرارت بدن می تواند ناشی از اتلاف هدایتی، تشعشعی، تبخیری یا همرفتی باشد.

## چگونگی رخداد و درمان

### رخداد
در دماهای بسیار پایین (منفی ۴۰ درجه و بیشتر) سرمازدگی بسیار سریع اتفاق می‌افتد و اگر فرد لباس مناسب نداشته باشد وقوع سرمازدگی سبب پارگی سلولها و کریستالی شدن مایع داخل سلولها شده و مرگ برگشت‌ناپذیر به همراه دارد. در محدوده منفی یک درجه تا منفی ۳۰ درجه، سرمازدگی مراحل آهسته‌تری داشته و ابتدا لرز رخ می‌دهد و مغز تلاش می‌کند اندامها را حفظ نماید اما در ادامه و برای حفظ اعضای داخلی، ناگزیر به قربانی کردن اندامهای خارجی می‌شود و با منقبض شدن عروق محیطی، گردش خون تا حد امکان در اعضای داخلی (قلب، کبد، کلیه و…) برقرار می‌شود. این وضعیت با بی‌حسی دست و پا و در صورت ادامه یافتن آن با نکروز بخشی از دست و پا و نتیجتاً از بین رفتن اندامهای خارجی همراه است که ممکن است به قطع عضو بینجامد.

### فاکتورهای خطر
- مصرف سیگار (به دلیل انقباض عروق بدن)
- مصرف مزمن الکل با دوز بالا (به دلیل انقباض عروق بدن)[۳۱]
- پوشیدن لباس تنگ
- ابتلا به دیابت
- خستگی (در سالمندان و کوهنوردان).

### درمان
در خصوص مصرف مشروب الکلی در سرمای شدید و برای جلوگیری از فرایند سرمازدگی، بین متخصصین بحث وجود دارد. بعضاً آن را به علت کمک به گرم شدن بدن و برقراری جریان خون مناسب در اندامها صحیح و درست دانسته و بعضاً به علت احتمال وقوع کلاپس گردش خون (بر اثر ضعف قلب در شرایط سرمای شدید) نادرست و خطرناک می‌دانند. فرد سرمازده باید زودتر به یک محل گرم انتقال یابد. اولین اقدام در مورد فرد هشیار، قرار دادن اندامها در آب گرم (و نه داغ) است. این فرایند درد زیادی دارد که بایستی با داروهای مسکن مهار شود. نوشیدنی گرم نیز برای فرد هشیار توصیه می‌شود. در خصوص فرد ناهشیار اگر علائم حیاتی نداشته باشد احیای قلبی ریوی طولانی مدت توصیه می‌شود و اگر سرمازدگی به صورت فلش فریز (یخ زدن ناگهانی) نباشد احتمال برگشت بیمار بالاست.

## انواع سرما
- سرمای انتقالی یا جبهه‌ای

این نوع سرما گسترده وسیعی دارد و همراه با بادهای سرد و هوای ابری است و محلی نمی‌باشد و با کاهش دمای شدید همراه است و به دلیل وسعت زیاد، کنترل و مقابله با آن مشکل است.
- سرمای تشعشعی

این سرما محلی است و به واسطه از دست رفتن حرارت ذخیره شده در زمین بر اثر تشعشع به وجود می‌آید. این نوع سرما در هوایی کاملاً آرام، بدون باد و ابر و در ساعات نزدیک به طلوع آفتاب اتفاق می‌افتد و در صورتی که از روش مناسبی استفاده شود می‌توان با آن مقابله کرد.

## عواملی که باعث حساس شدن گیاهان به سرما می‌شوند
- ضعف‌های تغذیه‌ای
- آفات و بیماری‌ها
- سن گیاه، گیاهان خیلی جوان و خیلی پیر به سرما حساس‌تر هستد.
- سرعت افت درجه حرارت
- مدت سرما
- میزان ابری و صاف بودن و رطوبت هوا
- میزان رطوبت بافتهای گیاهی و موارد ذخیره‌ای آن.
- محل باغ، نوع خاک، جهت شیب، پستی و بلندی زمین.